# Diablo III: Reaper of Souls Collector’s Edition Soundtrack
Diablo III: Reaper of Souls Collector’s Edition Soundtrack lub Diablo III: Reaper of Souls Soundtrack – oficjalna ścieżka dźwiękowa z gry Diablo III: Reaper of Souls, będącej dodatkiem do Diablo III. Została skomponowana przez Russella Browera, Dereka Duke’a, Glenna Stafforda, Neala Acree, oraz Josepha Lawrence’a i Jasona Hayesa, którzy byli odpowiedzialni tylko za pojedyncze utwory (odpowiednio „Abattoir” i „Ancient Ruins of Dholmour”). Album został wydany 25 marca 2014 roku przez Blizzard Entertainment na płycie CD (dostępna tylko w edycji kolekcjonerskiej) i do cyfrowego ściągnięcia na stronie iTunes (w formacie m4a).

## Formaty i listy utworów
CD, digital download:
| Nr  | Tytuł utworu                      | Długość |
| --- | --------------------------------- | ------- |
| 1.  | „Reaper of Souls”                 | 4:11    |
| 2.  | „Crusader”                        | 2:15    |
| 3.  | „The Guise Of Man”                | 6:15    |
| 4.  | „Westmarch”                       | 5:09    |
| 5.  | „Sartor, Grodoloth, Kordoroth...” | 2:31    |
| 6.  | „Gideon's Row”                    | 2:45    |
| 7.  | „In Arius”                        | 2:00    |
| 8.  | „Chains of Fate”                  | 4:53    |
| 9.  | „Blood for Blood”                 | 5:16    |
| 10. | „Battlegrounds of Eternity”       | 5:57    |
| 11. | „Abattoir”                        | 3:03    |
| 12. | „Paths of the Drowned”            | 3:27    |
| 13. | „Sehyen Ehvis”                    | 1:52    |
| 14. | „Urzael”                          | 2:04    |
| 15. | „Ancient Ruins of Dholmour”       | 1:40    |
| 16. | „Full Circle”                     | 1:25    |
| 17. | „The Wrath of Angels”             | 1:19    |
| 18. | „Runes”                           | 3:48    |
| 19. | „Skatsimi”                        | 3:25    |
| 20. | „Y'Anu Gujava”                    | 1:24    |
| 21. | „Twisted Labyrinth”               | 2:34    |
| 22. | „A Mortal Heart”                  | 2:34    |
|     |                                   | 1:09:47 |

## Twórcy i personel pracujący nad ścieżką dźwiękową
- Skomponowana przez Russella Browera, Dereka Duke’a, Glenna Stafforda, Neala Acree, Josepha Lawrence’a i Jasona Hayesa z Blizzard Entertainment.
- Zaaranżowana przez M.W. Alexander, Penkę Kounevą i Dereka Duke’a.
- Za wykonanie odpowiada Northwest Sinfonia Orchestra and Chorus oraz Simon James i David Sabee.
- Ścieżka dźwiękowa została nagrana w Bastyr University Chapel w Kenmore w stanie Waszyngton, USA.
- Zremasterowana przez Berniego Grundmana w Bernie Grundman Mastering w Hollywood w Kalifornii, USA.
- Zmiksowana przez Johna Kurlandera.

Źródło: